# Сан-Пьер-Ничето
Сан-Пьер-Ничето (итал. San Pier Niceto) — коммуна в Италии, располагается в регионе Сицилия, подчиняется административному центру Мессина.
Население составляет 3085 человек, плотность населения составляет 86 чел./км². Занимает площадь 36 км². Почтовый индекс — 98045. Телефонный код — 090.
Покровителем населённого пункта считается святой Пётр. Праздник ежегодно празднуется 29 июня.